# Ecuador
Pour les articles homonymes, voir Ecuador (homonymie).
Ecuador est un récit de voyage écrit par Henri Michaux et publié en 1929, après un voyage que l’auteur a entrepris, malade, à travers les Andes, l'Équateur, et l'Amazonie, à la suite de l'invitation de son ami le poète Alfredo Gangotena.

## Contexte
Henri Michaux fait partie du cercle de poètes d'avant-garde parisien, autour de Jules Supervielle et de Max Jacob notamment. Il est proche du poète équatorien Alfredo Gangotena qui l'invite à visiter l'Équateur en sa compagnie, lui offrant l'hospitalité. Finalement, en compagnie d'André de Pardiac de Monlezum et d'Aram Mouradian, qui seront plus tard les beaux-frères de Gangotena, ils partent de Paris le 25 décembre 1927 pour Amsterdam puis embarquent à bord du paquebot Boskoop, qui arrivera le 28 janvier 1928 à Guayaquil. Lors de ce voyage de près d'un an, où il découvre les Andes et l'Amazonie, Michaux tient un journal qui donnera naissance à son livre intitulé Ecuador, publié en 1929.

## Poésie
Outre les textes purement poétiques, Henri Michaux rédige des carnets de voyages réels (Ecuador en 1929, Un barbare en Asie en 1933) ou imaginaires (Ailleurs en 1948, parmi beaucoup d'autres).
Dans ce livre, le corps est sans cesse à l'épreuve, par suite d'une sensation de manque : « Je suis né troué », et le monde extérieur est vécu comme un obstacle menaçant.
Michaux mélange prose, poèmes, anecdotes d'un jour, exploration de l'intériorité. La découverte d'un pays étranger va permettre au poète de se découvrir lui-même. Refusant l'exotisme et le tourisme pur, Michaux appartient à la lignée des écrivains voyageurs tels que Paul Claudel ou Victor Segalen.
Dans sa préface, l'auteur revendique son œuvre singulière : « Un homme qui ne sait ni voyager ni tenir un journal a composé ce voyage. Mais, au moment de signer, tout à coup pris de peur, il se jette la première pierre. Voilà. ».

## Poème:Je suis né troué
Je suis né troué.
Il souffle un vent terrible.
Ce n´est qu´un petit trou dans ma poitrine,
Mais il y souffle un vent terrible.
(…)
…ce n´est qu´un vent, un vide.
Malédiction sur toute la terre, sur toute la civilisation, sur tous les êtres à la surface de toutes les planètes, à cause de ce vide.
(…)
Ce vide, voilà ma réponse.

### Éditions
- Henri Michaux, Œuvres Complètes, Paris, Raymond Bellour & Ysé Tran, Gallimard, coll. « La Bibliothèque de la Pléiade », 1988.
- Henri Michaux, Ecuador, Paris, Gallimard, coll. « L'Imaginaire », 1990[4].

### Ouvrages critiques
- René Bertelé, Henri Michaux, Paris, Seghers, coll. « Poètes d'aujourd'hui », 1957.
- Jean-Michel Maulpoix, Henri Michaux, passager clandestin, Paris, Champ Vallon, 1985.

### Correspondance
- Henri Michaux, Jules Supervielle, Pierre Morhange, Max Jacob, Marie Lalou…, Sous le figuier de Port-Cros. Lettres à Gangotena, Édition établie par Mireille de Lassus et Georges Sebbag, Nouvelles Éditions Jean-Michel Place, octobre 2014, 270 pages.  (ISBN 978-2-85893-968-8)[5]